# Angiolo Everardi

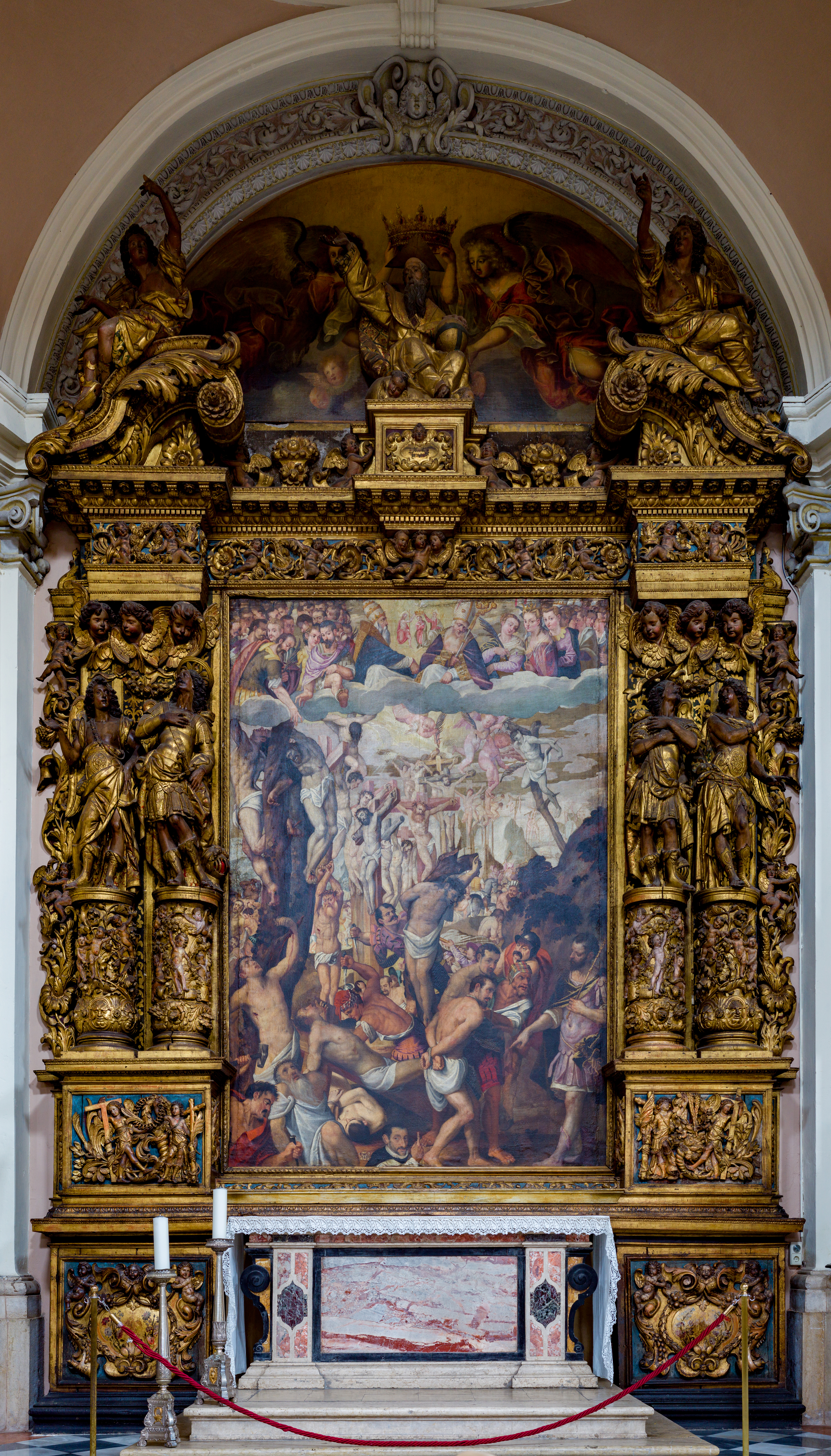
Pala di Everardi a Brescia nella Chiesa di San Giovanni Evangelista

Angiolo Everardi, detto il Fiamminghino, o Angelo Everardi, forma italianizzata di Angiolo Engelbertsz. Esseradts o Eversen (Brescia, 1647 – Brescia, 1678), è stato un pittore italiano di origine fiamminga, specializzato nella realizzazione di scene di battaglia.

## Biografia
Era detto il Fiamminghino perché figlio di Giovanni nativo delle Fiandre.
Studiò presso Giovanni da Hert (Jan de Herdt), originario d'Anversa. Partito il maestro per Vienna, dove abitava il fratello gioielliere dell'imperatore Ferdinando III, passò alla scuola di Francesco Monti detto il Brescianino delle Battaglie.
Partì poi per Roma, dove studiò le opere dei maestri locali, in particolare le battaglie di Jacques Courtois detto il Borgognone delle battaglie, affinando ulteriormente le sue capacità.
Ritornato a Brescia, dopo poco tempo morì a soli 31 anni.
Fra i suoi allievi ricordiamo Faustino Bocchi e Pompeo Ghitti.
Alcuni storici dell'arte ipotizzano che Everardi potrebbe essere identificato con l'artista indicato come Maestro della Fertilità dell'Uovo che dipinse scene grottesche.